# Columna Francesa (Valparaíso)
La Columna Francesa es un monumento conmemorativo donado por la comunidad francesa residente en Valparaíso con motivo de las celebraciones del centenario de Chile en 1910. Se encuentra en la avenida Francia, en el barrio El Almendral del plan de Valparaíso.
Consiste en una columna estriada de fierro fundido obra de Albert-Ernest Carrier-Belleuse, con una placa dedicatoria en su base en francés. En lo alto de la columna se encuentra una escultura de fierro fundido y bronce que representa un ave con cuerpo de águila y cabeza de cóndor, obra de Nicanor Plaza. La columna fue inaugurada en 1912.